# Doroteia Guilhermina de Saxe-Zeitz
Doroteia Guilhermina de Saxe-Zeitz (20 de março de 1691 - 17 de março de 1743) foi uma condessa-consorte de Hesse-Cassel, esposa de Guilherme VIII.

## Família
Doroteia era a segunda filha do duque Maurício Guilherme de Saxe-Zeitz e da sua esposa, a marquesa Maria Amália de Brandemburgo. Os seus avós paternos eram o duque Maurício de Saxe-Zeitz e a duquesa Doroteia Maria de Saxe-Weimar. Os seus avós maternos eram o príncipe-eleitor Frederico Guilherme I de Brandemburgo e a duquesa Sofia Doroteia de Schleswig-Holstein-Sonderburg-Glücksburg.

## Biografia
Em 1710, morre o último dos seus irmãos, o que fez com que, após a morte do seu pai, a dinastia de Saxe-Zeitz se extinguisse e os seus territórios fossem anexados ao Eleitorado da Saxónia.
A 27 de Setembro de 1717 casou-se com Guilherme VIII de Hesse-Cassel. A rainha Carolina da Grã-Bretanha falou sobre Doroteia numa carta à duquesa de Orleães nos seguintes modos: "é bastante bruta e sofre sem dúvida nenhuma da cabeça." O seu estado mental piorou e, a partir de 1725, não voltou a aparecer em público. A principal figura feminina da corte passou a ser Christine von Bernhold, amante do marquês, que recebeu o título de condessa Bernhold von und zu Eschau.

## Descendência
- Carlos de Hesse-Cassel (21 de Agosto de 1718 - 17 de Outubro de 1719), morreu com um ano de idade.
- Frederico II de Hesse-Cassel (14 de Agosto de 1720 – 31 de Outubro de 1785), casado primeiro com a princesa Maria da Grã-Bretanha; com descendência. Casado depois com a marquesa Filipina de Brandemburgo-Schwedt; sem descendência.
- Maria Amália de Hesse-Cassel (7 de Julho de 1721 - 19 de Novembro de 1744), casada com o marquês Carlos Alberto de Brandemburgo-Schwedt; sem descendência.